# Näsinneula
L'aiguille de Näsi (finnois : Näsinneula) est une tour d'observation située dans le parc de Särkänniemi à Tampere en Finlande.

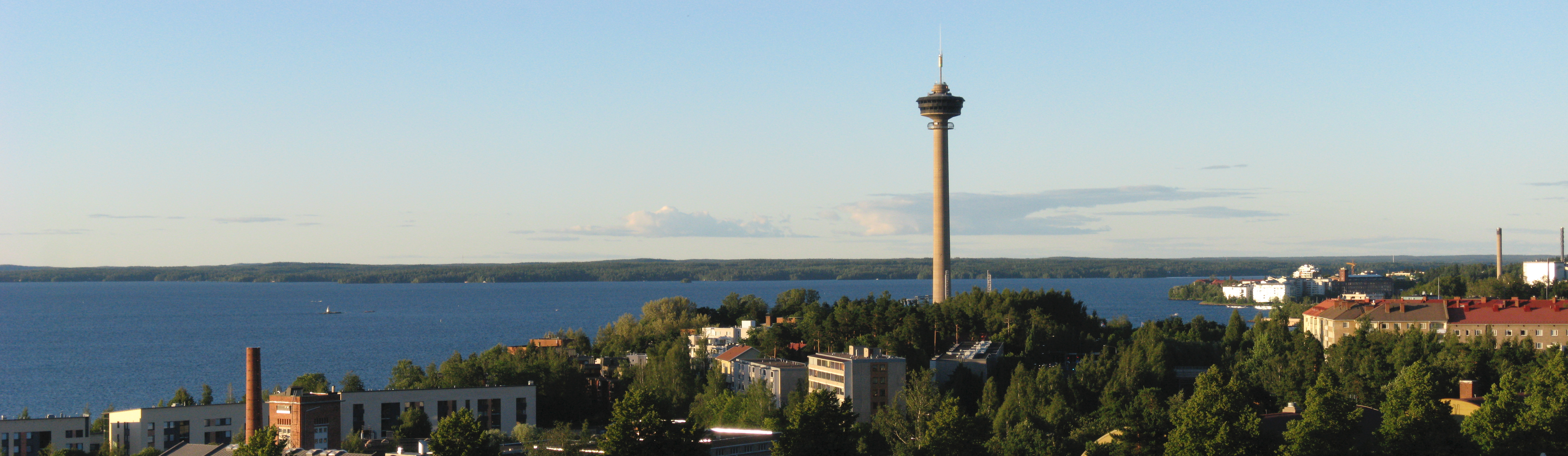
Panorama Tampere-Särkänniemi-Näsinneula.

## Architecture
La Näsinneula est en bordure du  lac Näsi. 
La tour conçue par Pekka Ilveskoski est construite en 1970–1971 par l'entreprise Haka de Tampere.
Elle mesure 134,5 mètres de hauteur et elle s’intègre dans la base de loisirs de Särkänniemi.
La tour a deux ascenseurs, à son sommet on trouve une plateforme d'observation.
A 124 m de haut, la tour comporte un restaurant giratoire panoramique qui effectue une rotation toutes les 45 minutes.
Näsinneula est l'une des plus hautes structures en Finlande et la seconde tour d'observation des pays nordiques après la Kaknästornet de Stockholm. 
Par temps clair on peut voir à plus de vingt kilomètres.

## Balises météorologiques
En 1971, on a ajouté au sommet de la tour des lumières indiquant les prévisions météorologiques du Ilmatieteen laitos.
Les balises affichent le temps à venir comme suit:
| trois jaunes           |  |  |  | = ensoleillé             |
| deux jaunes, une verte |  |  |  | = semi-nuageux à nuageux |
| une jaune, deux vertes |  |  |  | = pluies passagères      |
| trois vertes           |  |  |  | = pluvieux               |

## Galerie

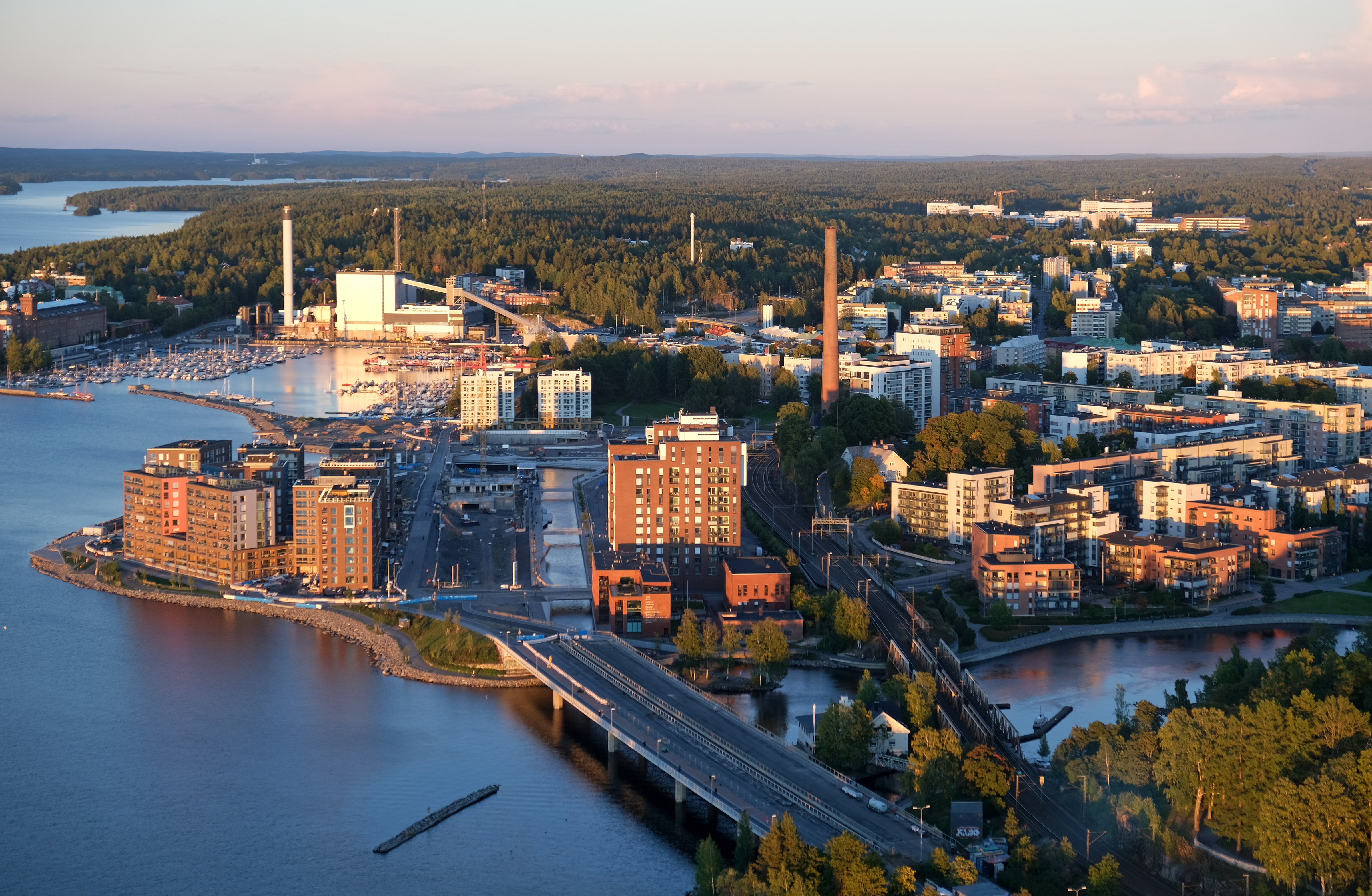
Tampere vu de näsinneula.
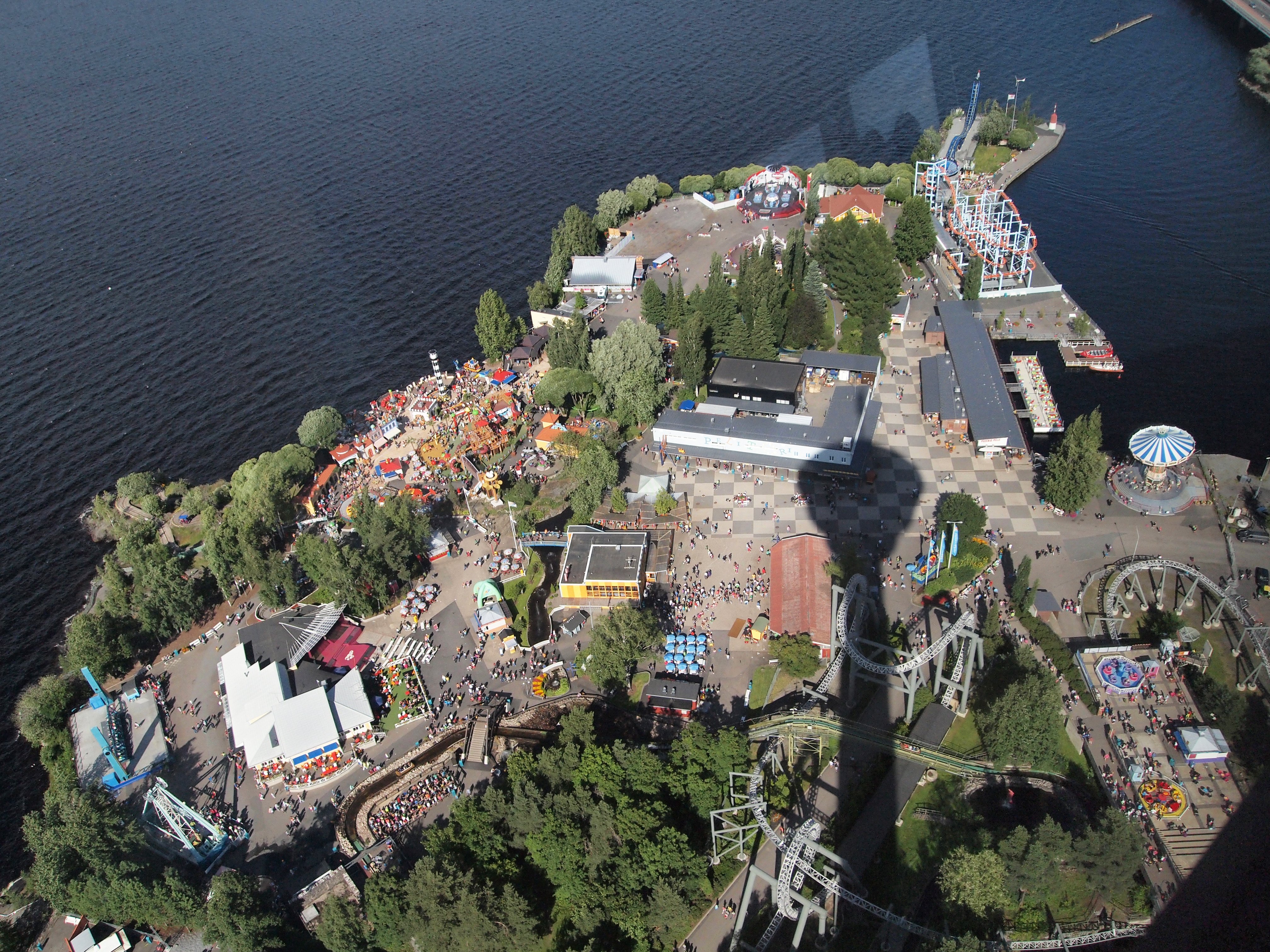
Särkänniemi vu de näsinneula.
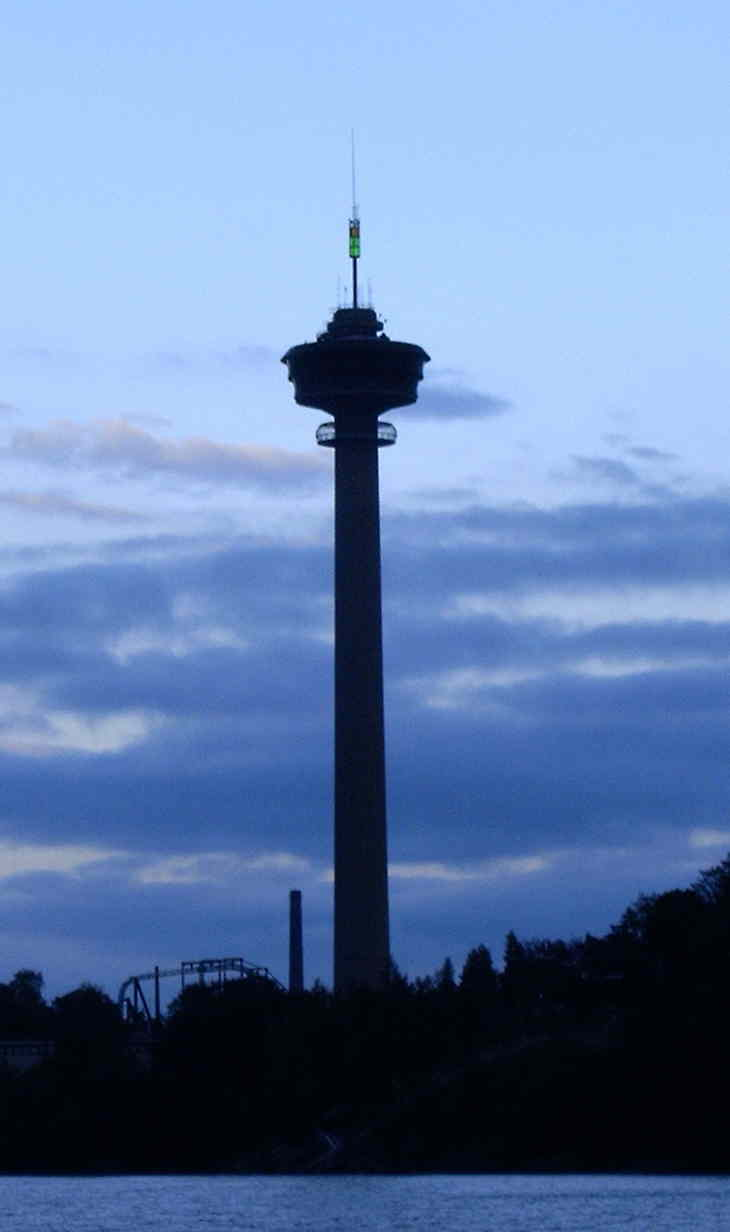
Näsinneula le soir.
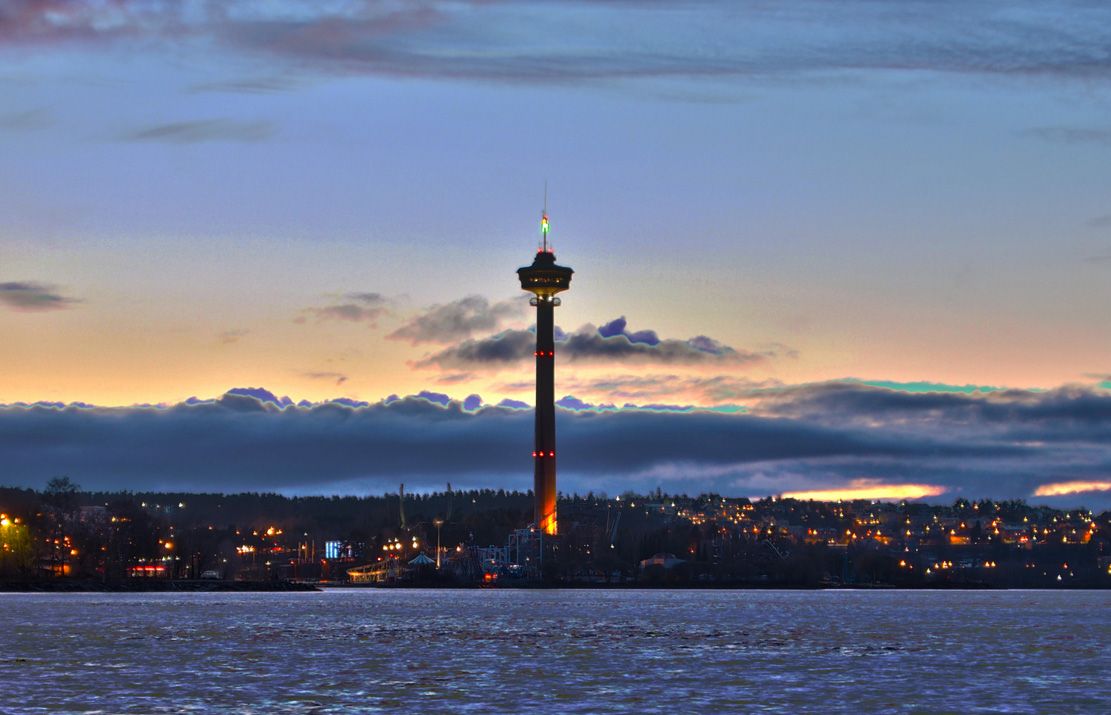
Näsinneula à Tampere.
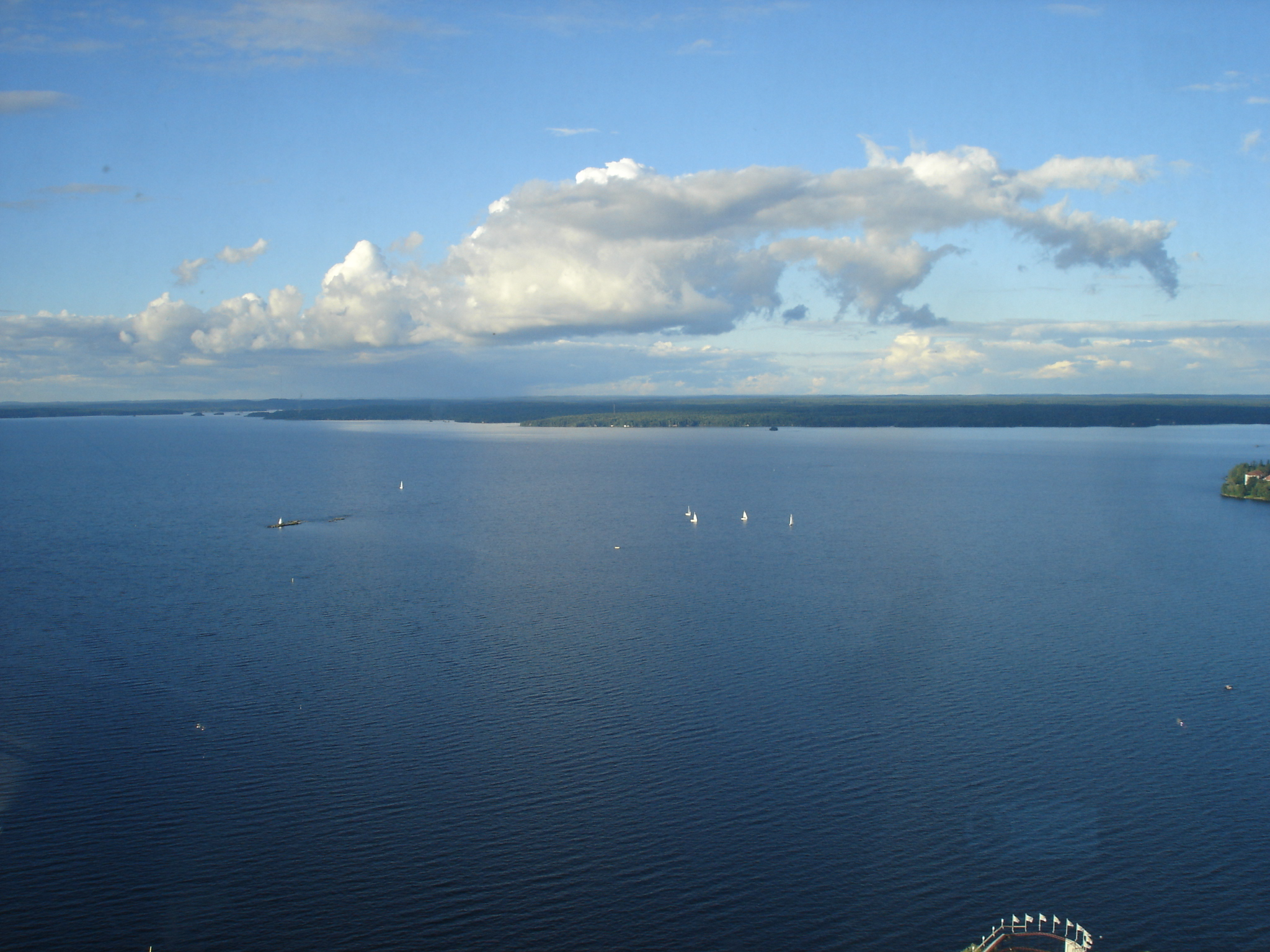
Le lac näsijärvi vu de nasinneula.